# 格里高利·菲赫金哥尔茨
格里高利·米哈伊洛维奇·菲赫金哥尔茨（俄語：Григо́рий Миха́йлович Фихтенго́льц，1888年6月5日—1959年6月26日），俄罗斯数学家，主要研究实变函数论和泛函分析。他是列宁格勒大学数学分析专业的创始人之一，其学生有列昂尼德·坎托罗维奇和伊西·那汤松。
他还撰写了《微积分学教程》，全书共分为三卷，第一卷包括实数理论、实变数一元与多元微分学及其应用；第二卷研究黎曼积分理论与级数理论；第三卷研究多重积分、曲线积分、曲面积分、黎曼－斯蒂尔杰斯积分、傅里叶级数与傅里叶变换。其介绍有深度而精确，被誉为数学分析经典著作，被翻译为德语、汉语和波斯语，但英语翻译尚未完成。
1924年，他受邀参加多伦多的国际数学家大会（英語：ICM）。

## 外部連結
- Grigorii Mikhailovich Fichtenholz （页面存档备份，存于）
- 格里高利·菲赫金哥尔茨在數學譜系計畫的資料。